# Viasvedenlahti
Viasvedenlahti är en vik i Finland. Den ligger i Luvia landskapet Satakunta, i den sydvästra delen av landet, 230 km nordväst om huvudstaden Helsingfors.